# Lutomia Dolna
Lutomia Dolna – wieś w Polsce, położona w województwie dolnośląskim, w powiecie świdnickim, w gminie Świdnica.
W latach 1975–1998 wieś administracyjnie należała do województwa wałbrzyskiego.

## Integralne części wsi
| SIMC    | Nazwa        | Rodzaj     |
| ------- | ------------ | ---------- |
| 0856132 | Mała Lutomia | przysiółek |
| 0856149 | Stachowiczki | przysiółek |

## Zabytki
Do wojewódzkiego rejestru zabytków wpisane są:
- kościół parafialny pw. Przemienienia Pańskiego, gotycki z drugiej połowy XV wieku, XVI w., XVII w.
- park pałacowy, z drugiej ćwierci XIX w., XX w.

## Galeria

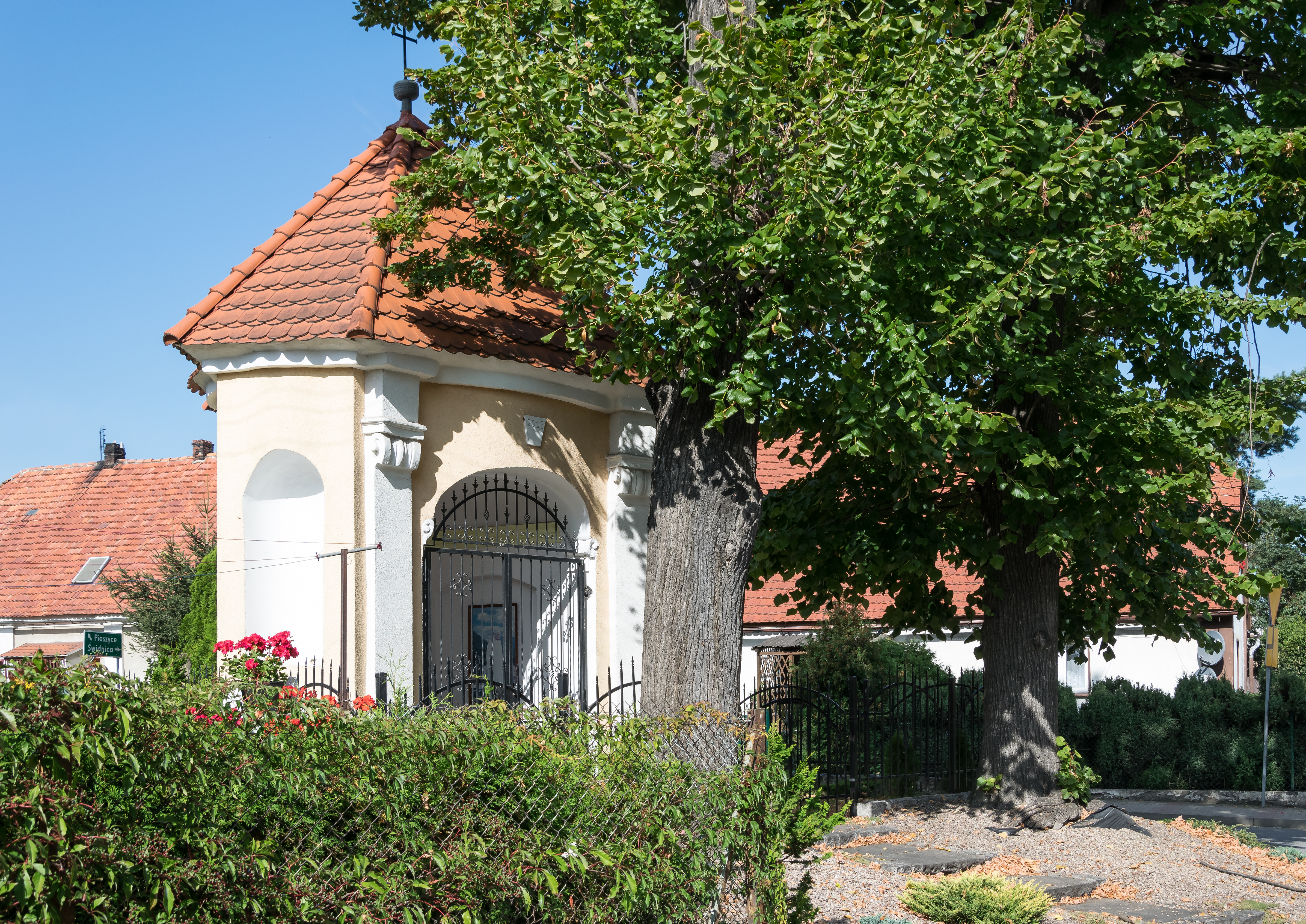
Kapliczka
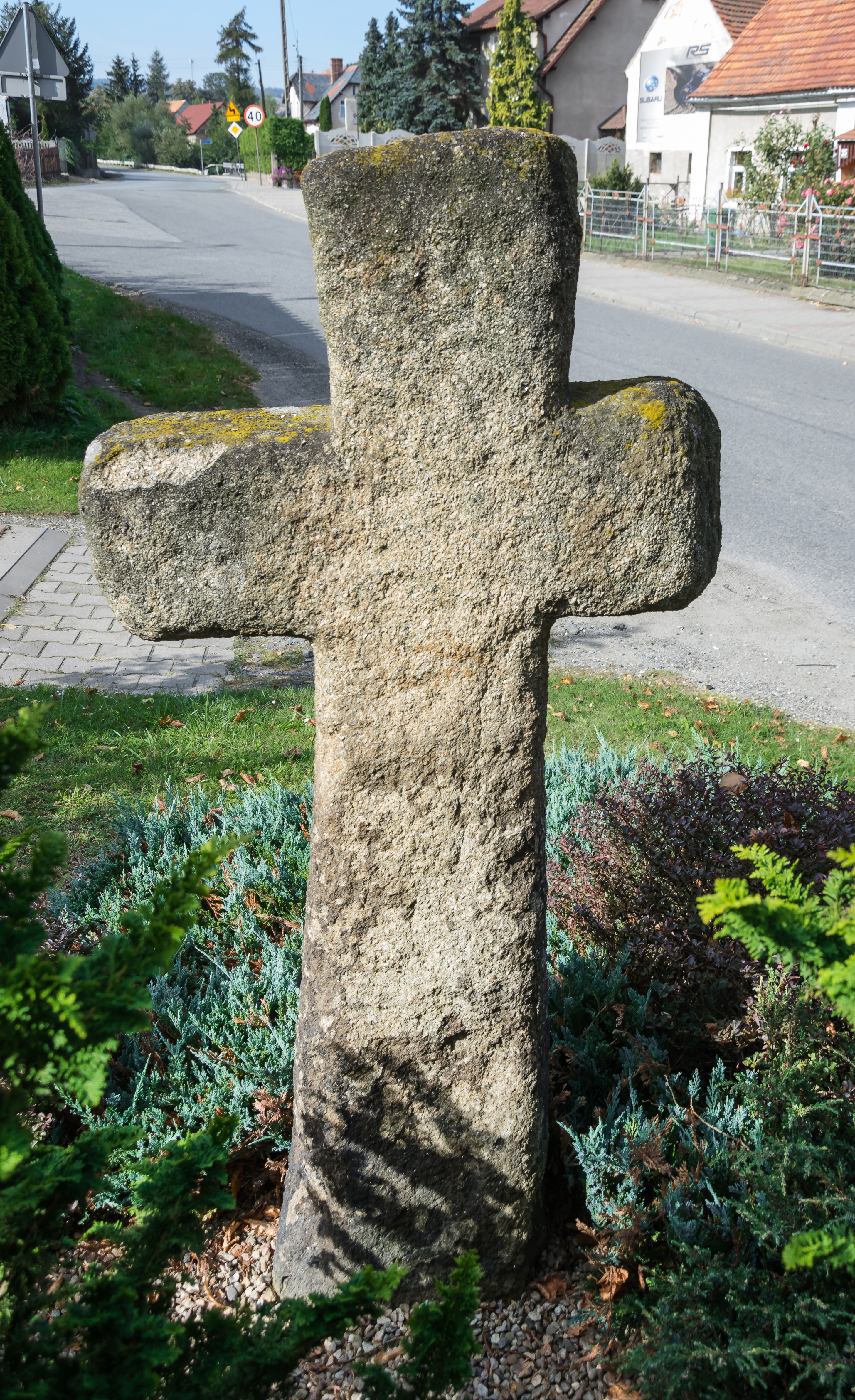
Krzyż kamienny
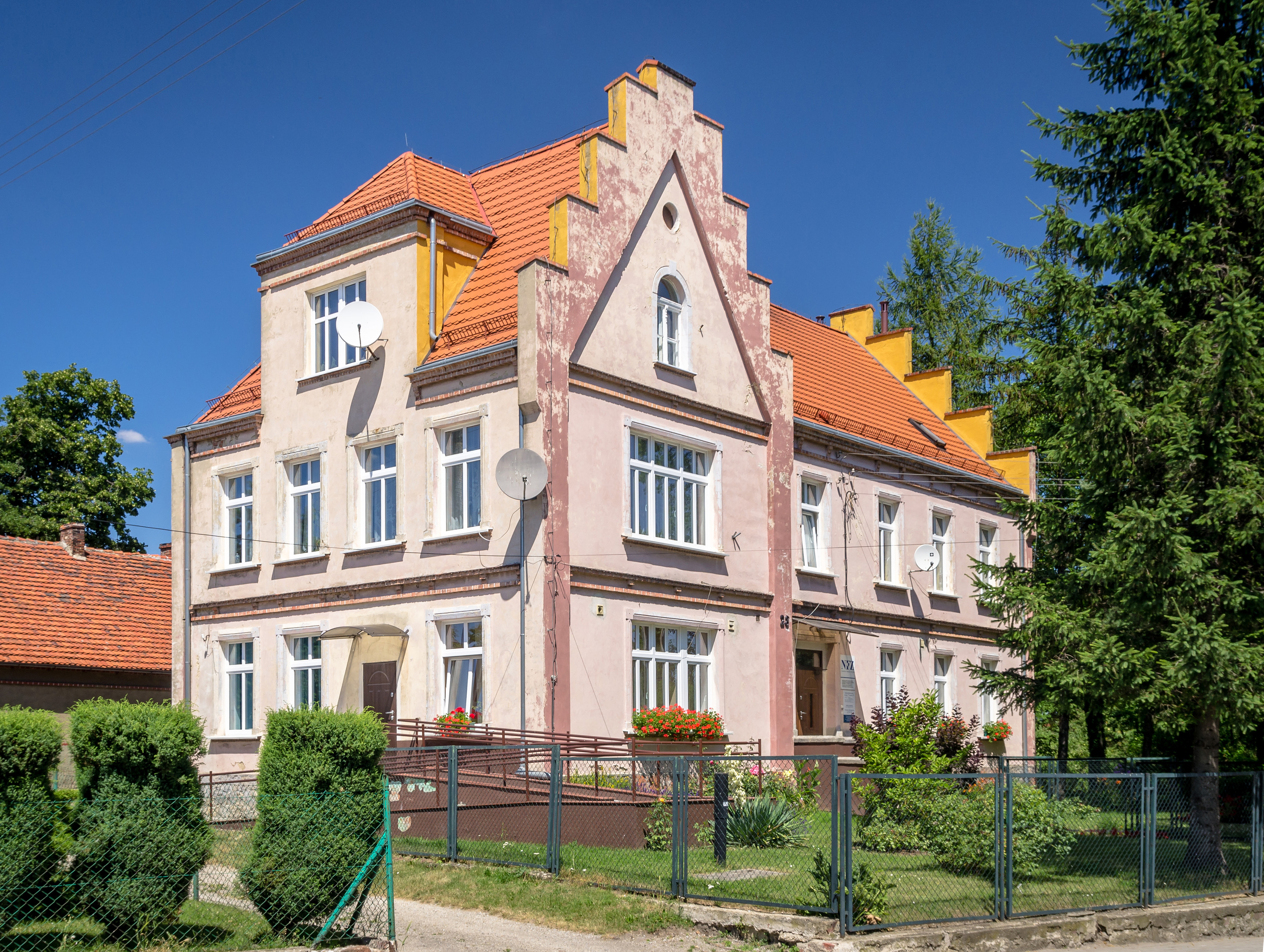
Ośrodek zdrowia
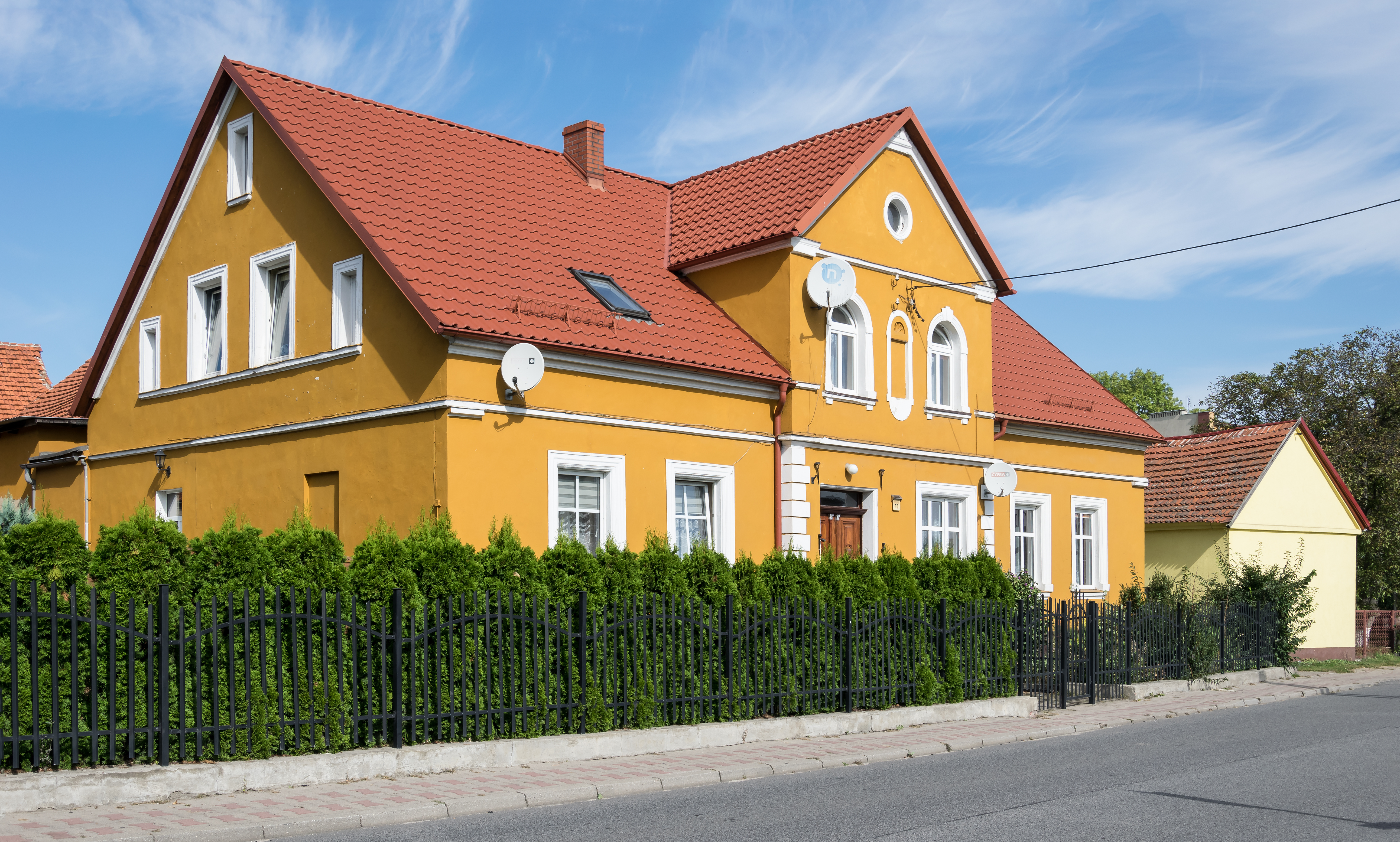
Dom nr 10